# 长管连蕊茶
长管连蕊茶（学名：Camellia elongata），为山茶科山茶属下的一个种。其种加词“elongata”意为“长的”。